# Manmad
Manmad är en stad i den indiska delstaten Maharashtra, och tillhör distriktet Nashik. Folkmängden uppgick till 80 058 invånare vid folkräkningen 2011.